# Elizabethton
Elizabethton é uma cidade localizada no estado norte-americano de Tennessee, no Condado de Carter.

## Demografia
Segundo o censo norte-americano de 2000, a sua população era de 13.372 habitantes.
Em 2006, foi estimada uma população de 13.933, um aumento de 561 (4.2%).

## Geografia
De acordo com o United States Census Bureau tem uma área de
24,3 km², dos quais 23,7 km² cobertos por terra e 0,6 km² cobertos por água. Elizabethton localiza-se a aproximadamente 509 m acima do nível do mar.

## Localidades na vizinhança
O diagrama seguinte representa as localidades num raio de 12 km ao redor de Elizabethton.